# Howard Leigh, Baron Leigh of Hurley

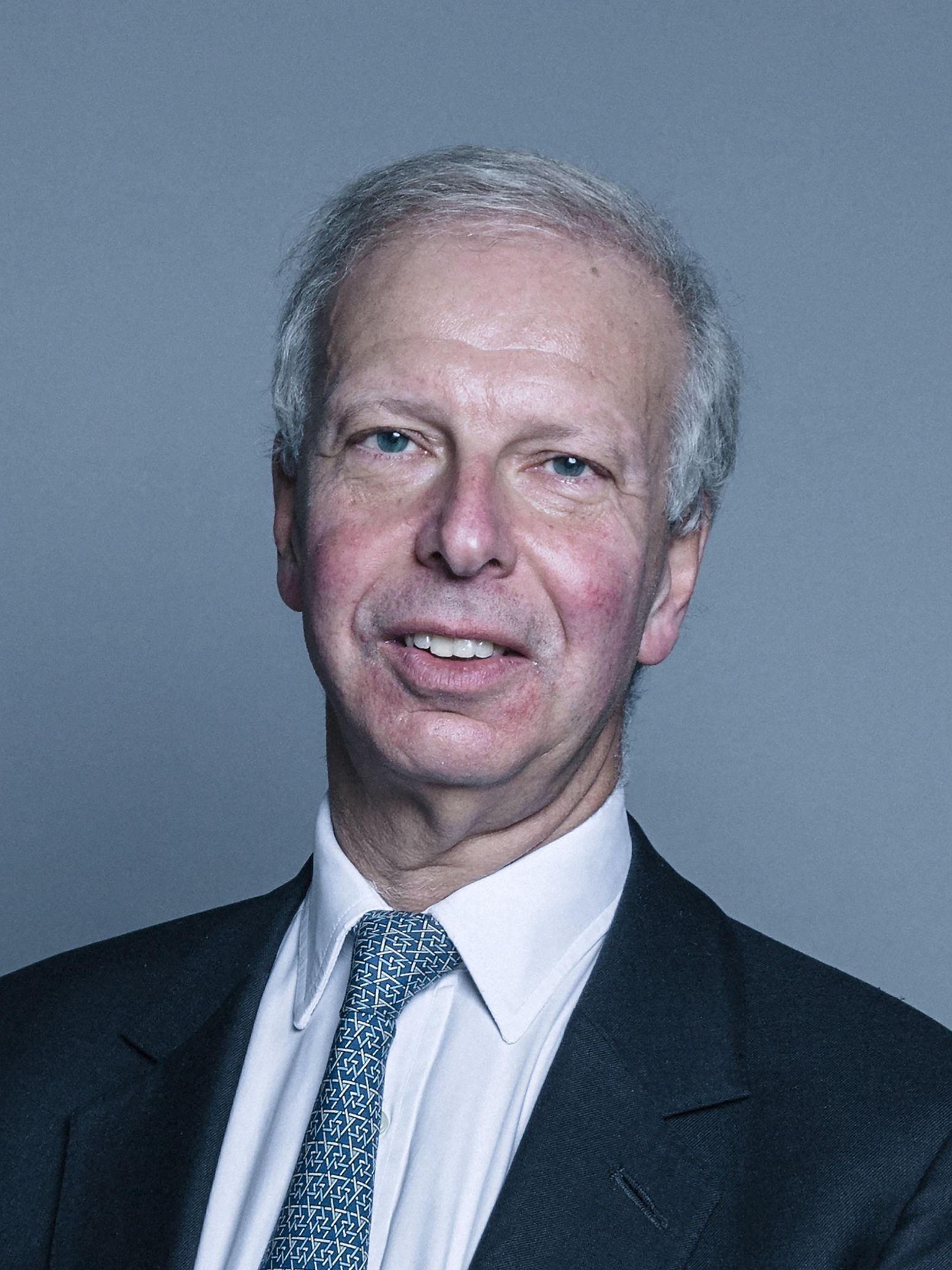
Howard Leigh, Baron Leigh of Hurley

Howard Darryl Leigh, Baron Leigh of Hurley (* 3. April 1959) ist ein britischer Wirtschaftsmanager, Geschäftsmann und Politiker der Conservative Party. Seit September 2013 ist er als Life Peer Mitglied des House of Lords.

## Leben
Leigh besuchte das Clifton College in Bristol. Von 1977 bis 1980 studierte er Wirtschaftswissenschaften (Economics) an der University of Southampton. Nach Abschluss seines Studiums arbeitete er kurzzeitig bei einer britischen Handelsbank. Im September 1981 trat er bei der Wirtschaftsprüfungs- und Beratungsgesellschaft Deloitte Haskins + Sells ein. Dort arbeitete er zunächst als Steuerberater (Tax Advisor). Er bildete sich zum vereidigten Buchprüfer (Chartered Accountant) fort und wechselte dann in das Corporate Tax Department von Deloitte. In dieser Zeit absolvierte er weitere Fortbildungen beim Chartered Institute of Taxation. Im Frühjahr 1986 baute er die Deloitte's Mergers and Acquisitions Group, eine spezielle Abteilung für Unternehmenszusammenschlüsse und Firmenübernahmen, auf. Im Mai 1988 schied er bei Deloitte Haskins + Sells aus. Gemeinsam mit seinem Partner Hugo Haddon-Grant gründete er, ebenfalls noch im Mai 1988, im Londoner West End am Cavendish Square die Wirtschaftsberatungsgesellschaft Cavendish Corporate Finance LLP. Seit Januar 1991 ist er Direktor (Director) von Cavendish Corporate Finance (UK) Limited, seit März 2012 Direktor (Director) von Cavendish Corporate Investments Limited. Seit Juni 2010 ist er Senior Partner von Cavendish Corporate Finance LLP.
Von 2000 bis 2004 war er Vorsitzender (Chairman) der Faculty of Corporate Finance beim Institute of Chartered Accountants in England & Wales (ICAEW). 2008 erhielt er den „Outstanding Achievement in Corporate Finance Award“ der Faculty of Corporate Finance.
Seit 1979 unterstützte Leigh die Conservative Party bei Wahlkämpfen. Leigh war von 2000 bis 2005 Schatzmeister der Conservative Party; seit 2005 ist er Alt-Schatzmeister (Senior treasurer). Er ist Mitglied im Executive Board der Conservative Friends of Israel.
Am 1. August 2013 wurde bekanntgegeben, dass Leigh zum Life Peer ernannt und für die Conservative Party Mitglied des House of Lords werden solle. Er wurde als sog. „Working Peer“ berufen. Am 16. September 2013 wurde er formell zum Life Peer erhoben; er trägt den Titel Baron Leigh of Hurley, of Hurley in the Royal County of Berkshire. Er gehört dem House of Lords seit dem 16. September 2013 auch formell an. Am 17. Oktober 2013 wurde er, mit Unterstützung von Andrew Feldman, Baron Feldman of Elstree, und Stanley Fink, Baron Fink, offiziell ins House of Lords eingeführt.
Leigh ist mit seiner Ehefrau Jennifer Leigh verheiratet und Vater von zwei Töchtern. Er ist ein begeisterter Rennläufer und nahm mehrfach an nationalen und lokalen Marathonläufen (u. a. Henley Standard 10 km; Water of Life marathon) teil. Er lebt abwechselnd in London und Hurley.